# Maxillipède

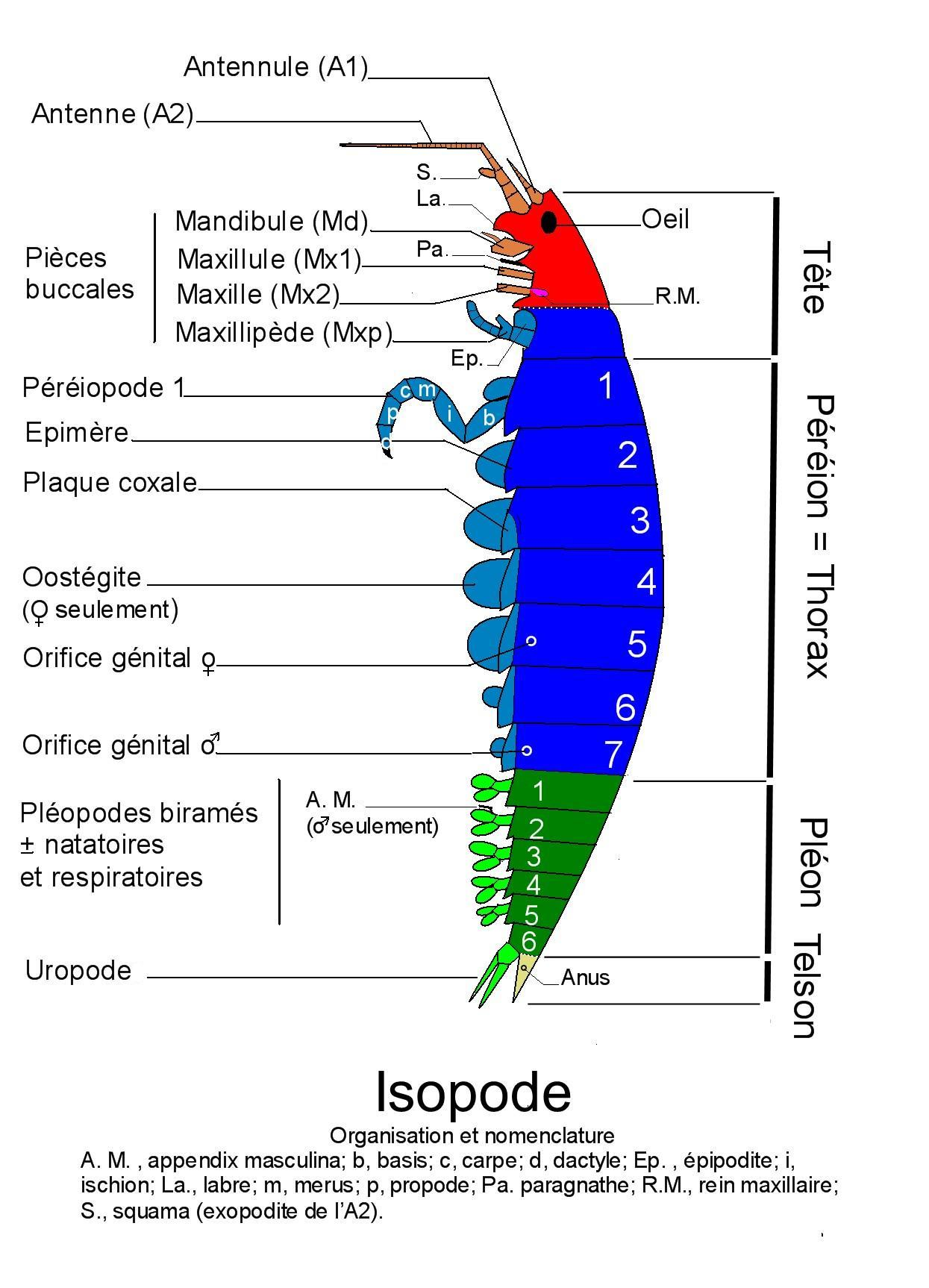
Isopode. Le maxillipède (Mxp), dernière pièce buccale et 2e appendice du péréion.

Le maxillipède (de maxille et pède, littéralement « pied-mâchoire ») ou patte-mâchoire est un appendice du péréion (ou thorax) modifié chez certains crustacés et impliqué dans la nutrition. Le maxillipède est donc une sorte de « patte » thoracique qui a été transformée et qui sert à la mastication plutôt qu'à la locomotion,,. 

## Description des maxillipèdes
Les appendices du péréion, au moins le premier segment, sont nommés thoracopodes ou péréiopodes. Ils servent généralement à la locomotion. Lorsque les somites du péréion d'un crustacé (péréionites ou thoracomères) fusionnent avec le céphalon (ou tête), des thoracopodes, au moins une paire, sont intégrés au céphalon et aux pièces buccales,. Cette transformation leur donne alors un rôle de pattes-mâchoires ou maxillipèdes. On réserve souvent le terme de péréiopodes voire le terme de « pattes marcheuses », aux pattes locomotrices, thoracopodes qui n'ont pas été transformés. Par exemple, chez les décapodes, définis par leurs dix pattes, les trois premières paires d'appendices sont devenus des maxillipèdes utilisées pour la nutrition alors que les cinq dernières paires sont devenus des appendices impliqués dans la locomotion, péréiopodes ou pattes, leur attribuant leur nom.

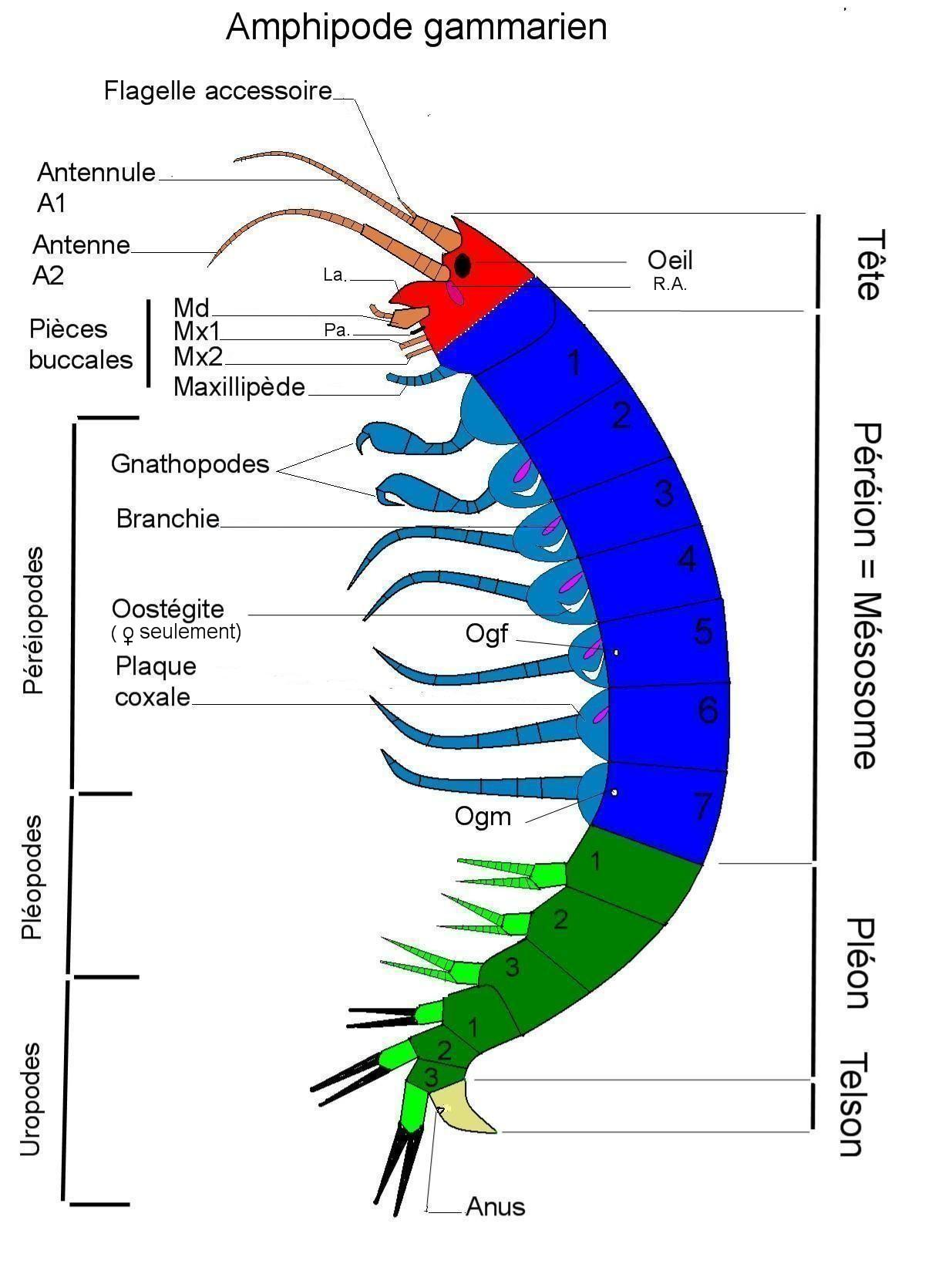
Amphipode gammarien. Le maxillipède (Mxp), dernière pièce buccale et 1er appendice du péréion.

## Crustacés pourvus de maxillipèdes
Quelques groupes de crustacés possèdent une à trois paires de maxillipèdes. Les isopodes, les copépodes, les amphipodes possèdent une paire de maxillipèdes. Les décapodes possèdent trois paires de maxillipèdes. Les euphausiacés, comme le krill, n'ont quant à eux aucun maxillipède.

## Dénomination
Les pédipalpes qui sont la deuxième paire d'appendices buccaux du prosome chez les Chélicériformes comme les arachnides, sont parfois également appelés pattes-mâchoires, certains scientifiques réservent ce terme aux maxillipèdes. 
Chez les myriapodes, les chilopodes possèdent des forcipules, première paire d'appendices thoraciques en crochets ou pinces, qui sont des pattes locomotrices modifiées et qui contiennent des glandes à venin, parfois nommés également maxillipèdes mais certains scientifiques l'évitent.